# Замок Пфальцграфенштайн
Пф́альцґра́фенштайн (нім. Pfalzgrafenstein) — митний замок у німецькій ущелині Рейну, розташований на невеликому острові Фалькенау посеред річки Рейн біля міста Кауб. Він здобув популярність завдяки своїй незвичайній формі, що нагадує корабель. Фортеця ніколи не була захоплена або зруйнована.

## Історія
Ця фортеця будувалася як імперська митниця і мала іншу назву. У 1326 році її придбав Людвіг V Баварський і за білими стінами побудував потужну п'ятикутну вежу. У відповідь на вимоги архієпископів Тріра і Майнца зруйнувати вежу Людвіг V між 1338 і 1340 роками побудував ще одну товсту стіну.
У середині XV століття власники фортеці побудували 4-поверховий берґфрід, а в 1477 році власниками фортеці стали графи Катцеленбоґени. У 1607 році південна стіна була укріплена і доповнена артилерійською батареєю. Було зроблено два поверхи, на першому розташовувався склад пороху та амуніції, а на другому — батарея.
Після пожежі в 1756 році над фортецею звели дах у стилі бароко. У 1814 році фортецю використовували для переправи прусських військ Ґебгарда фон Блюхера, який переслідував Наполеона. У 1866 році фортецю придбала Пруссія і з 1876 року вона перестала виконувати митні функції. Після цього протягом майже ста років фортецю використовували як маяк. У 1946 році фортеця перейшла у володіння землі Рейнланд-Пфальц, її відновили і зробили музей.

## Інтер'єр

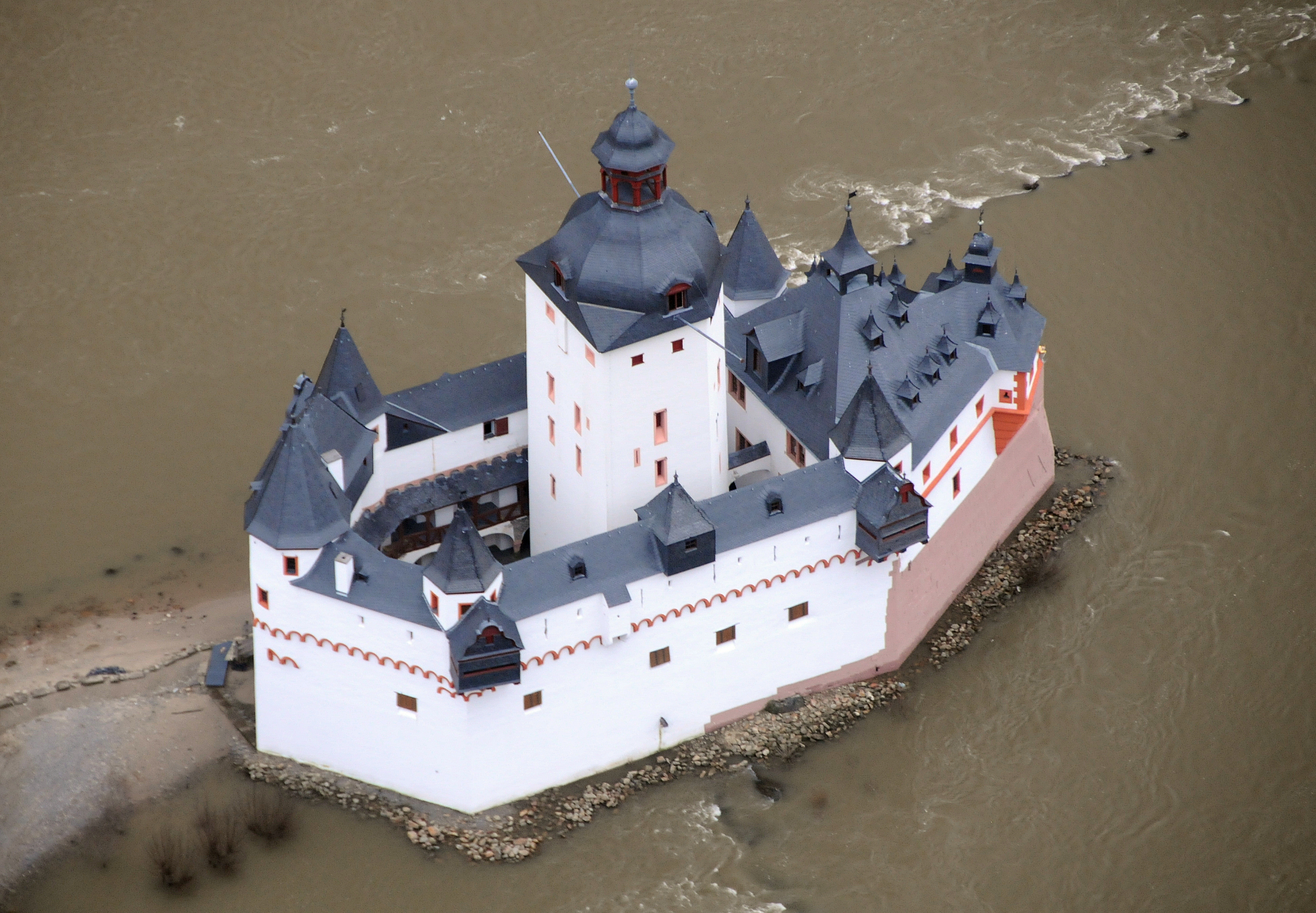
Вигляд згори

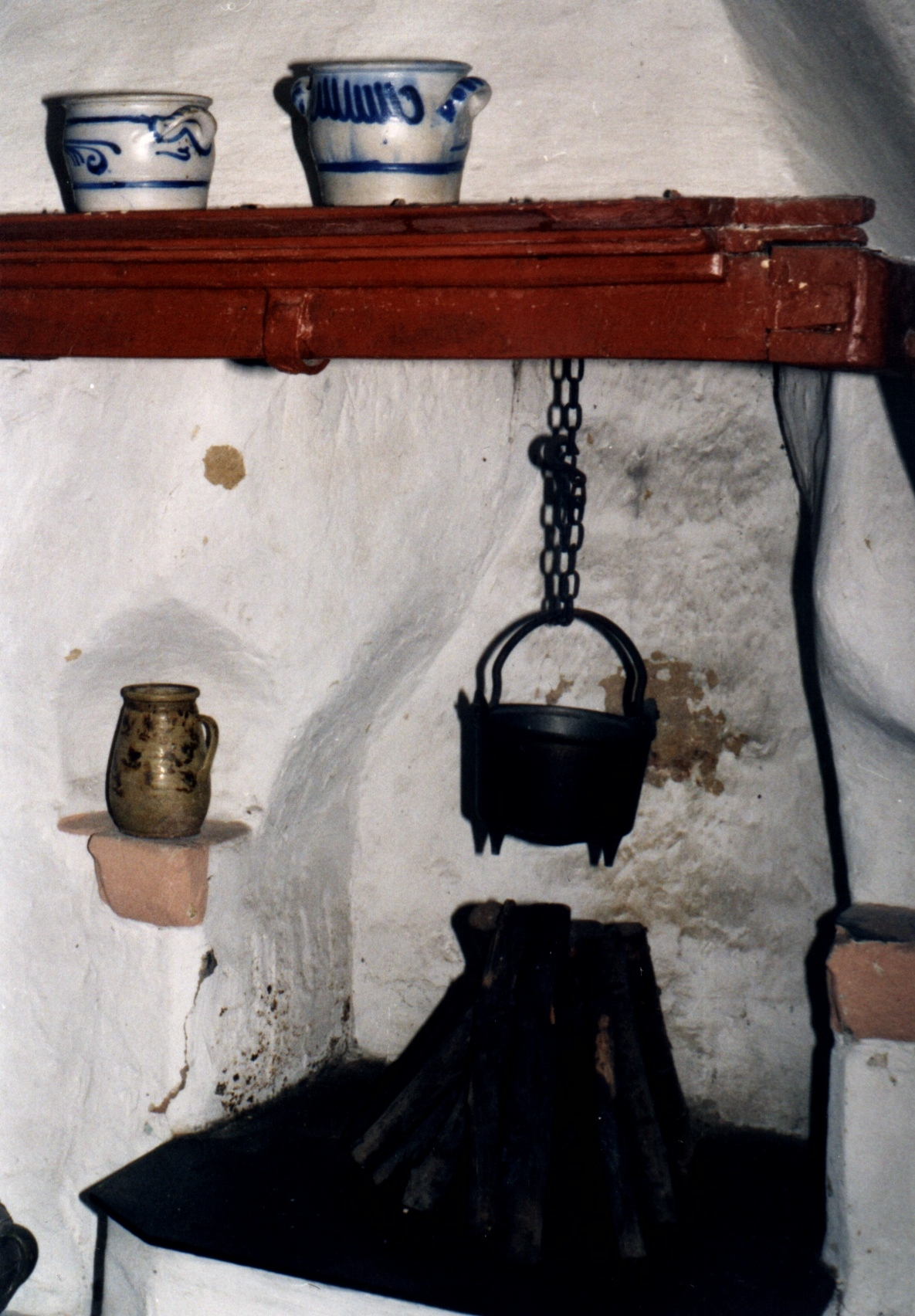
Камін на кухні

Фортеця в плані являє собою подовжений шестикутник зі стіною заввишки до 12 м. Південний кут фортеці спрямований проти течії Рейну, що допомагає боротися з весняним льодоходом. На північній стороні знаходяться парадні ворота з ґратами, які підіймаються механізмом, розташованим на верхній галереї. На стінах у два ряди розташовані галереї з бійницями. У минулі століття через річку перетягли товстий піднімний ланцюг, який змушував торгівців зупинятися, а для тих, хто не хотів підкорятися, було влаштовано підземелля в колодязі.
Довжина замку — 47 м, ширина — 21 м, висота шестиповерхового донжона з дахом — 37 метрів, товщина стін — 2,6 м.
На верхньому поверсі вежі було дві кімнати з кухнею і каміном, у яких жив комендант фортеці з сім'єю. Стражники жили на першому поверсі, а на другому була тюремна камера. У в'язницю спускалися через люк, який відкривали один раз на день, щоб принести їжу. При сильних повенях в'язниця опинялася під водою.
Гарнізон фортеці налічував не більше 20 осіб. Вони використовували скромні меблі, мінімум одягу і просту їжу, яку готували на подвір'ї. Вогнище розташовувалося біля західної стіни, з іншого боку якої знаходився еркер, який використовували як туалет.

## Порядок відвідування
У наш час дістатися до фортеці можна поромом від містечка Кауб, якщо дозволяє погода і рівень води в річці.
- Січень — лютий: 10:00-17:00 у вихідні дні
- Березень: 10:00-17:00 щоденно, крім понеділка
- Квітень — жовтень: 10:00-18:00 щоденно, крім понеділка
- Листопад: 10:00-17:00 у вихідні дні
- Грудень: зачинено

## Етапи розвитку замку до його реставрації
Зручно розташований серед Рейну, замок Пфальґрафенштайн схожий на корабель.  В 1326 р. її повністю легітимним образом отримав Людвиг V Баварський, і скоро за білосніжними стінками з'явилася башта. До встановлення митниці баварського курфюрста правом збирати на цій ділянці податкові збори володіли архієпископи Тріра та Майнца. Будівельна активність Людвига не сподобалась архієпископам. Але відповіддю на вимоги зруйнувати вежу послужила ще одна товста стіна, побудована навколо спірної будівлі між 1338 і 1340 рр.
В середині XV ст. світські володарі замку вирішили зрештою вибудувати 4-поверховий берґфрід, а в 1477 р. замок перейшов як завдаток до графів Катценелнбоґен.
Двома сотнями років пізніше в 1607 р. південний кінець стіни був укріплений і захищений артилерійською батареєю. Було влаштовано два поверхи – на першому склад пороху і озброєння, на другому сама батарея гармат.
Парадні ворота замку розташовувались на східній стороні і були облаштовані решіткою, механізмом підйому, який розташовувався на верхній галереї. Сам замок у плані був витягнутим шестикутником з окружною стіною  12 м висоти. Південний, спрямований проти течії Рейну кут весною служив льодоламом завдяки міцній кам'яній структурі. Майданчики на консолях захищали чотири кути стіни в найдовших її частинах. Таким же методом будівельники зробили галереї з бійницями, влаштовані в 2 ряди, при цьому поверхня була додатково укріплена низькою внутрішньою стіною. Довжина замку становить 47 м, ширина 21 м. Висота донжона з дахом 37 м, а довжина галерей 25 метрів. Товщина стін становить 2,6 м. Берґфрід п'ятикутний, довжина 9,5 м, ширина 8,5 м. В донжоні 6 поверхів, на 3-му і 5-му  поверхах перекриття склепінчасті, на інших пласкі.
Вхід знаходиться на 3-му поверсі. В основі вежі, зі сторони воріт, знаходяться дві бійниці на рівні землі.
У 1866 р замок був придбаний Пруссією, а в 1876 він перестав виконувати функції митниці.
Далі практично 100 років він вживався як маяк. У 1946 р. замок перейшов у володіння землі Рейнланд-Пфальц і Замок Пфальцґрафенштайн перетворили на музей і повернули характерні риси барокового періоду. В наші дні Замок Пфальцґрафенштайн відображає свій стан в XIV ст.

## Фотогалерея

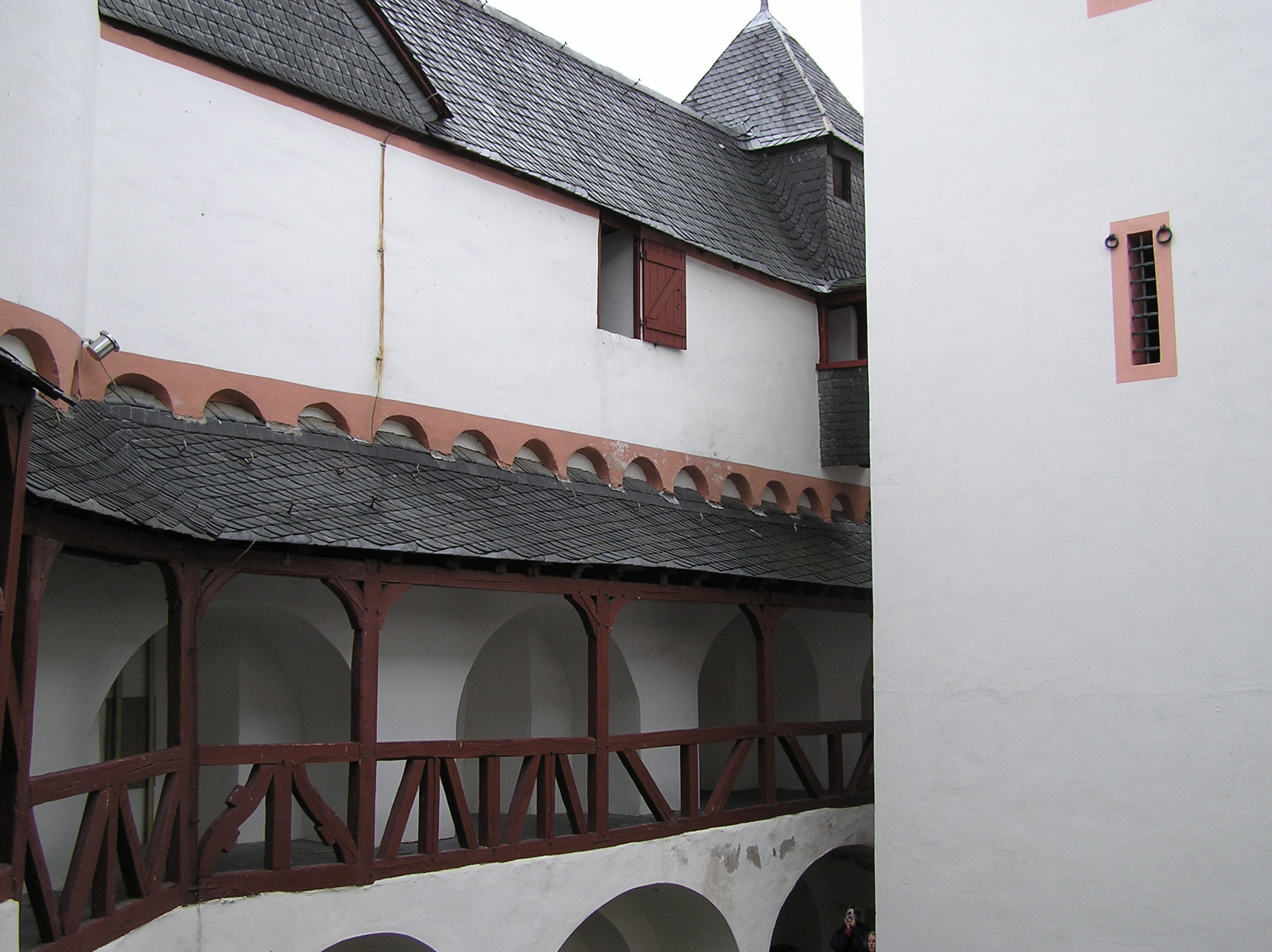
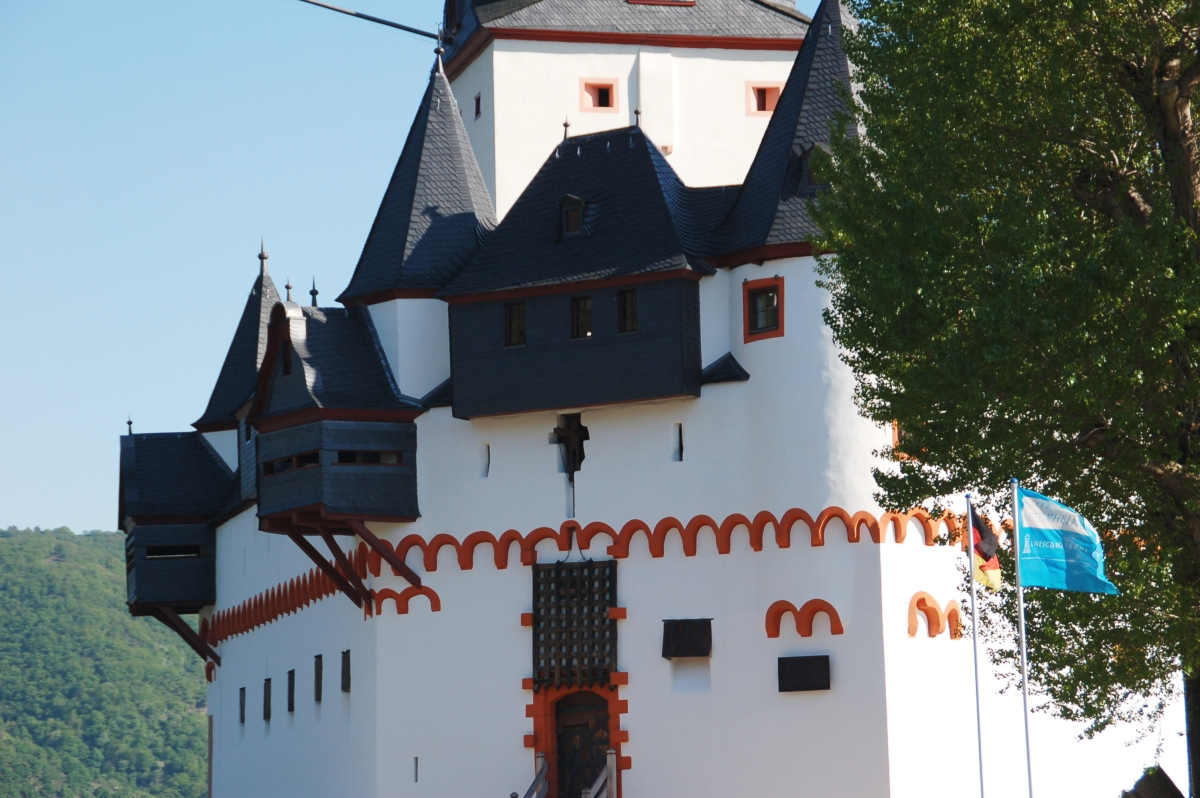
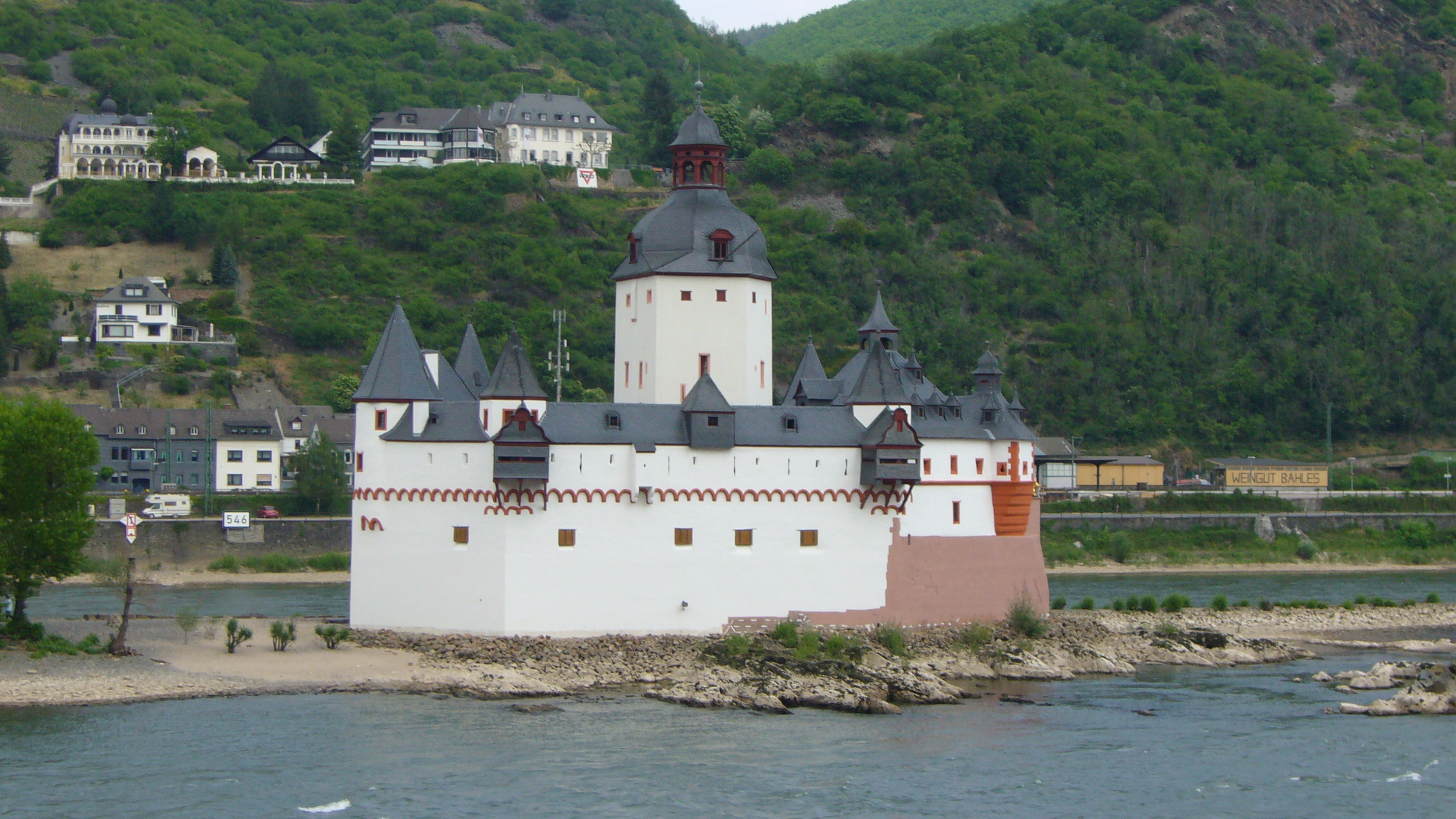
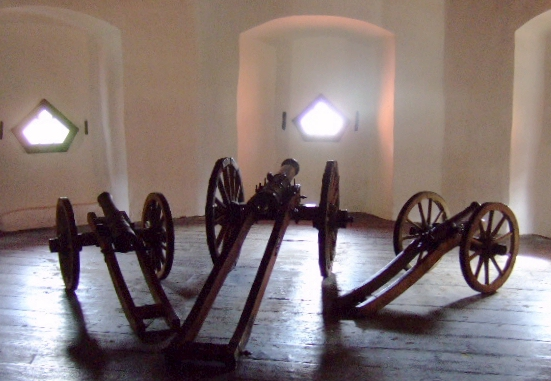
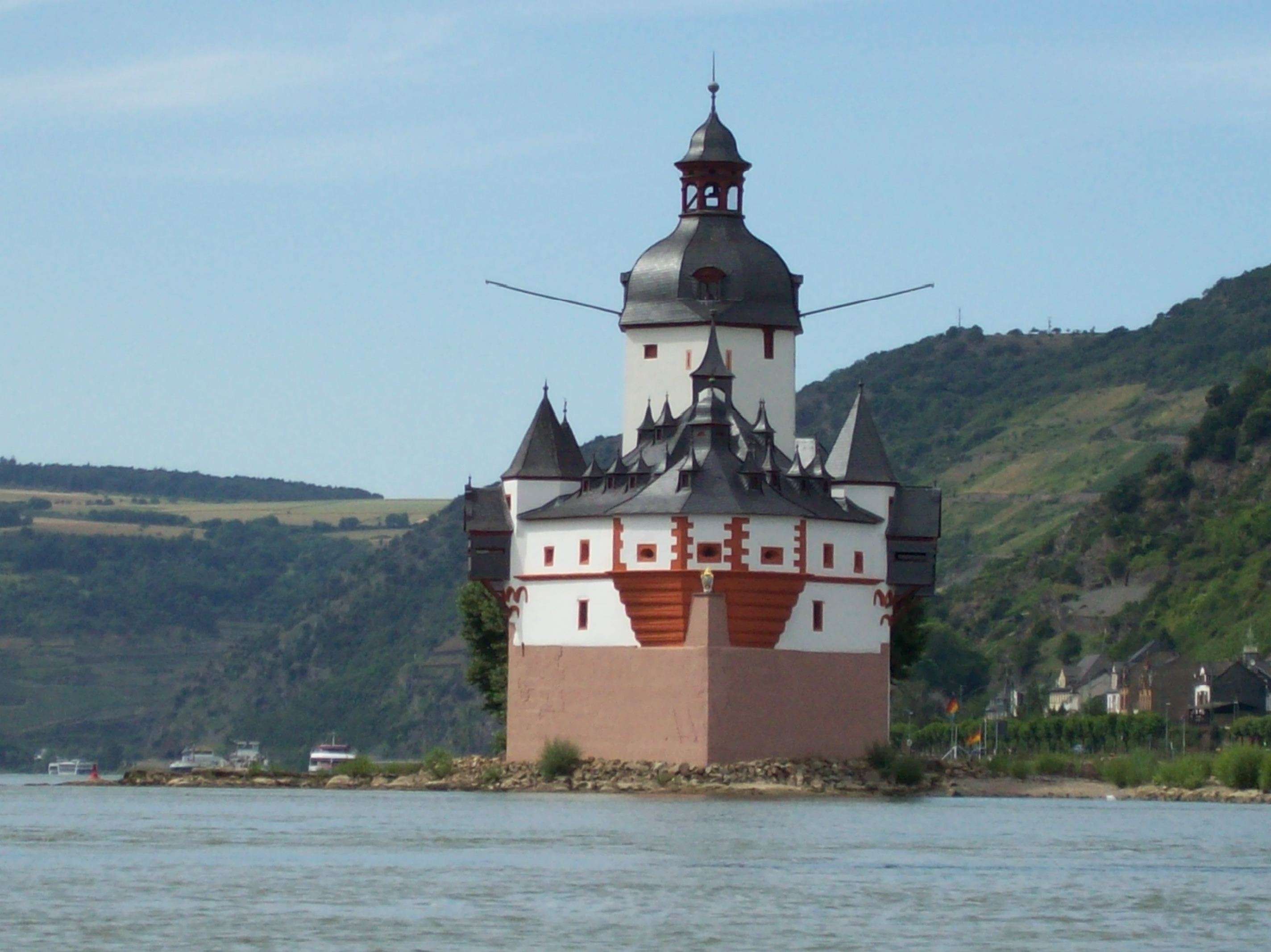
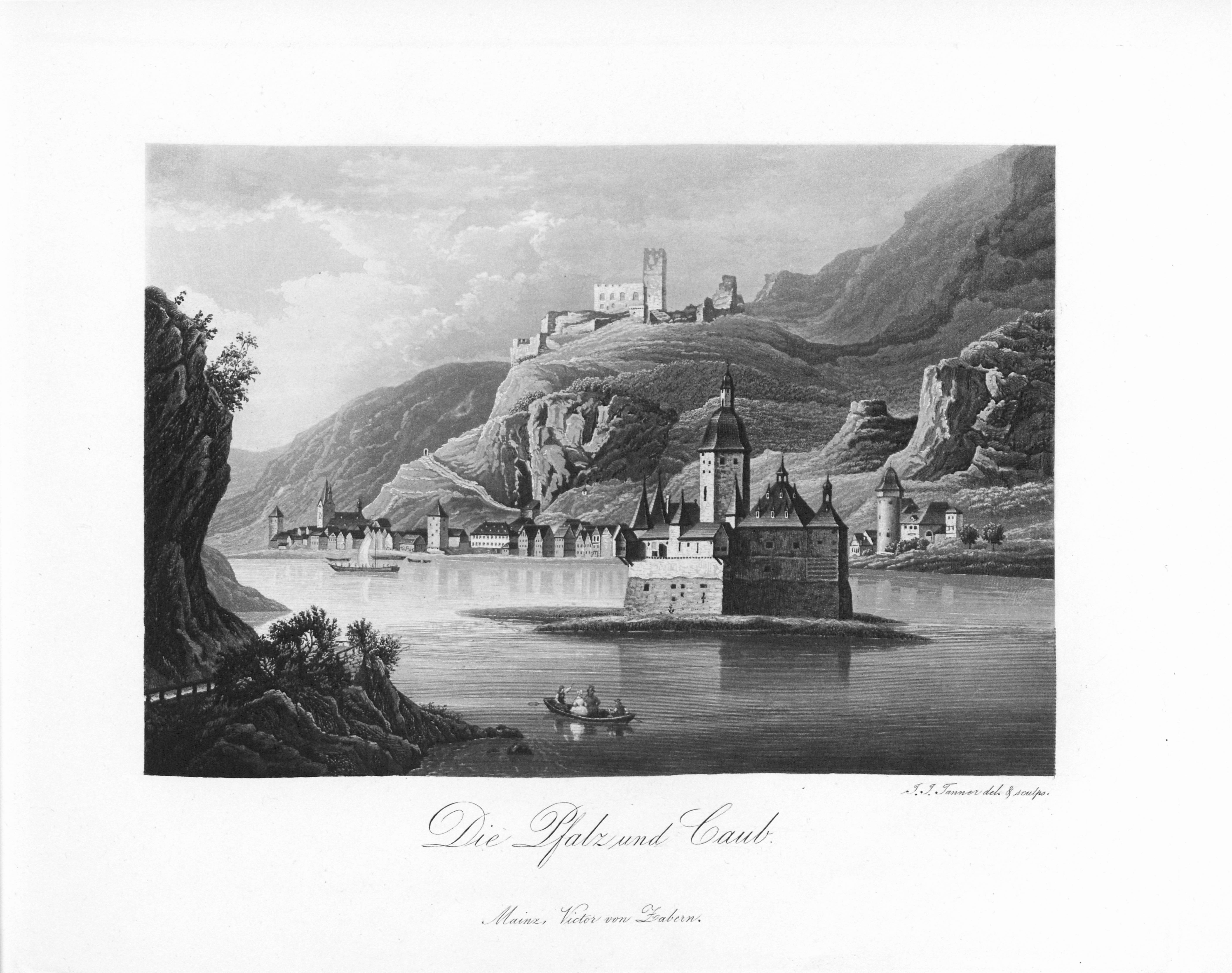
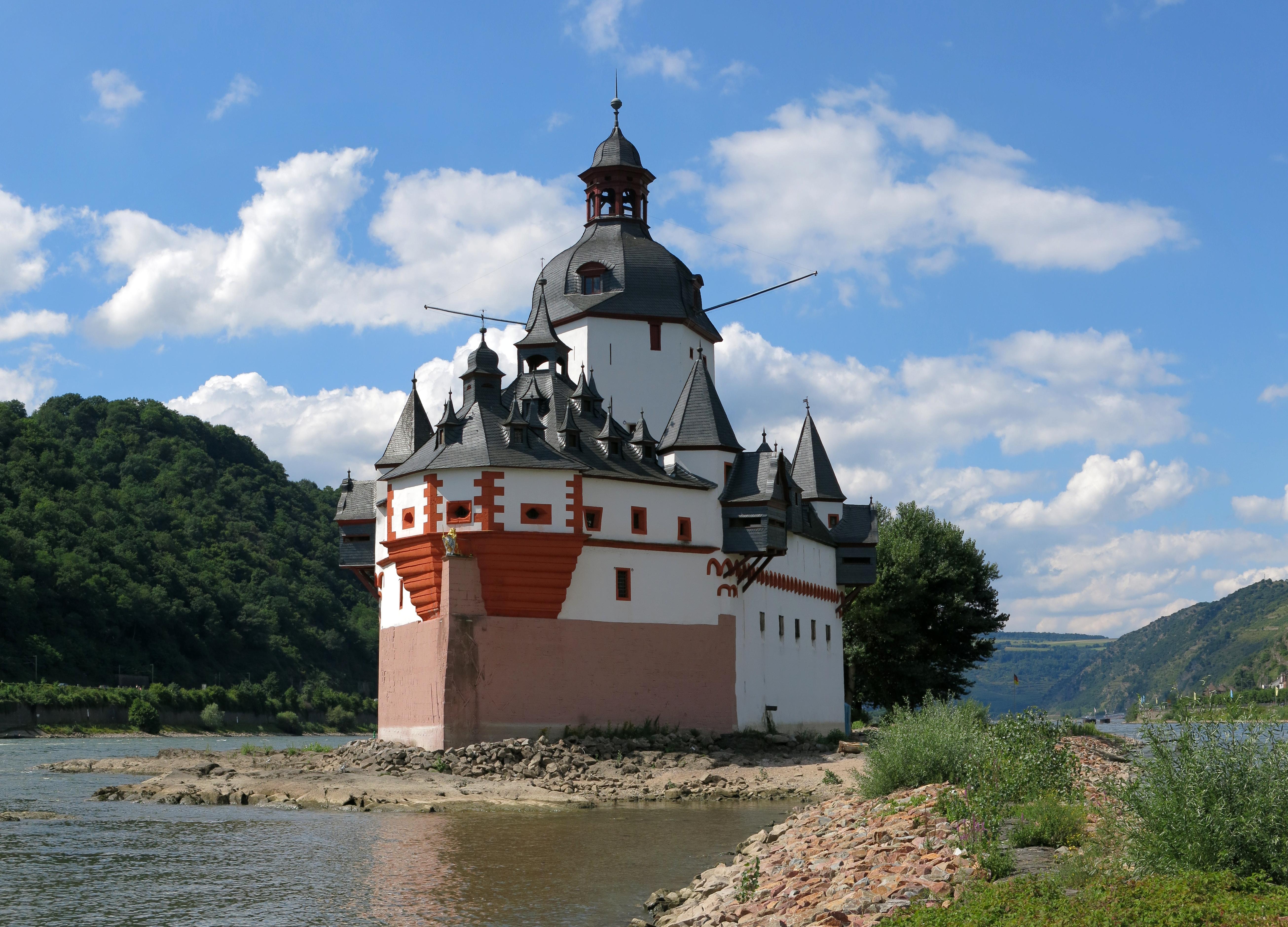